# ビッグモーター
株式会社ビッグモーター（英: BIGMOTOR Co., Ltd. ）は、東京都多摩市に本社を置く中古車販売・買取会社。
2024年5月に社名を株式会社BALM（バーム）へ変更し、全ての事業を株式会社WECARS（ウィーカーズ）へ引き継いでいる。

## 概要
1976年、元代表取締役社長の兼重宏行が、出身地の山口県岩国市で創業。自動車販売から買取・車検・修理・板金塗装・損害保険・リースなど、自動車に関するサービスすべてに対応する「ワンストップショッピング型」の店舗を全国で展開。しかし、1997年及び2011年には子会社の解散や資本金等の減資を行うなど、徐々に縮小していた。
しかしながら2015年、本社を東京都港区六本木に移転。その後の帝国データバンクの発表によれば、2022年度の中古車業界の中で売上高ベースのシェアは約15%でトップであった。
2023年5月時点で従業員数6000名、全国300店舗以上を抱えており、公式ウェブサイトでは「買取台数6年連続日本一」とアピールしていた。CMキャラクターには、俳優の西村雅彦、スタッフ出演のCMを経て、大森南朋や佐藤隆太などを起用、当時のキャッチフレーズは「やっぱりビッグが一番！」。
2023年7月時点では全ての株式を兼重一族の資産管理会社である株式会社ビッグアセット（本社：東京都港区六本木1丁目9番18号、代表取締役：兼重宏行）が所有。
2024年5月、伊藤忠商事は分割承継についてのプレスリリースを発表。ビッグアセットから特別目的会社(SPC)へ株式を譲渡、投資ファンドのジェイ・ウィル・パートナーズ（以下、JWP）がSPCを買収、ビッグモーターから改称した存続会社BALMはJWP傘下(単独株主)となった。BALMでは損害賠償や訴訟対応、債務返済に専念する。また事業を承継した新会社WECARSには伊藤忠グループ(伊藤忠商事・伊藤忠エネクス)が49.9%、JWPが50.1%を出資。3社の出資合計は400億円、約250店舗と約4200人の従業員を引き継いだ。

### 分割承継までの経緯
1代で業界トップ企業となり、2013年から約10年で売上を8倍に伸ばすなど急成長を遂げていたが、2022年秋頃より、不正に請求していた保険金の返還や自社が運営する民間車検場の指定取り消し報道などの影響で大幅に減益しており、さらに2023年7月からは、それらを含むその他の違法、不正行為も続々と報道されていた(#主な不祥事参照)。
2023年8月17日、同年7月から大手コンサルティング会社デロイトトーマツグループの『ファイナンシャルアドバイザリー』が事業の再生計画に携わっていることが明らかになった。同社に対して、経営立て直しに向けたアドバイスや再生計画の策定などが行われる。
同年9月14日、10月末を目標に、金融支援を行う企業を選ぶ方針を主要取引先の銀行団(メガバンクの三井住友銀行、三菱UFJ銀行、みずほ銀行のほか、地方銀行の広島銀行や中国銀行などが含まれる)に伝えた。なお、前回の協議では返済の迫った90億円の借り換えを要請したが銀行団は応じなかった。
同年11月17日、伊藤忠商事と子会社の伊藤忠エネクス、JWPによる、独占交渉権を含む基本合意書を締結したと発表した。会社の資産査定などの調査を行い、再建の可能性について判断し、2024年春までに最終的な結論を出すとしていた。
2024年3月6日、伊藤忠商事グループとJWPは事業再建が可能であると判断し、ビッグモーターの買収を正式に発表した。買収額は約600億円。発表ではビッグモーターを2つに分割し、中古車販売や整備などの主要事業を引き継ぐ新会社を4月後半に発足させるほか、新会社には兼重宏行を始めとする創業家を経営に関与させず、企業風土を一新するとしている。ビッグモーターの店名や企業名といったブランドは変更される。新会社の持ち株比率（議決権ベース）はJWPが95%、伊藤忠グループが5%となる見通し。伊藤忠グループが数年後にJWPが保有する新会社の株を買い取り子会社にする方針が報道された。
なお、再建スポンサーを巡ってはオリックスや同業のガリバーを運営しているIDOMなども候補に挙がっていたが、前者は慎重な構えを崩さなかったほか、後者も支援の検討を中止したことを明らかにしたため、難航していた。

## 沿革
- 1976年（昭和51年）1月 - 山口県岩国市に兼重オートセンターを創業。
- 1978年（昭和53年）5月 - 株式会社に改組、法人化（設立）。
- 1980年（昭和55年）2月 - 株式会社ビッグモーターに商号を変更。
- 1993年（平成5年）4月 - 鈑金塗装専門工場「ビッグボデー下関」新設。
- 1994年（平成6年）3月 - 外国車専門販売店舗「ビッグバージョン」新設。
- 1995年（平成7年）10月 - 株式会社エム・エー・シーを買収し、100％子会社で事業承継。
- 1997年（平成9年）
  - 4月 - 鈑金塗装専門会社「ビッグボデー徳山」新設。
  - 10月 - 株式会社オートビッグ（本社：山口県岩国市）を解散し吸収合併。資本金を減資[19]。
- 2001年（平成13年）11月 - 山口車検指定工場を岡山に移転、山口工場移転。
- 2003年（平成15年）
  - 8月 - 有限会社バイキングを有限会社ビッグ九州に社名変更。
  - 10月 - 株式会社エム・エー・シーを株式会社ビッグ四国に社名変更。
- 2005年（平成17年）4月25日 - 関西地区の老舗の中古車ディーラーであるハナテン（本社：大阪市城東区）に資本参加してグループ傘下に収め、店舗網を拡大。
- 2008年（平成20年）4月 - 株式会社オート周南（本社：山口県周南市南浦山町3-8）を解散し、吸収合併[53]。
- 2011年（平成23年）- 8月22日、資本金を1.7億円、資本準備金の額を1.8億円を減資[21]
- 2013年（平成25年）
  - 1月 - 100％出資子会社の株式会社ビッグ四国（本社：愛媛県松山市平井町甲3149-1）、有限会社ビッグ九州（福岡県福岡市博多区東那珂2丁目3-55）・株式会社ビッグアシスト（本社：山口県岩国市）を吸収合併[54]。
  - 10月 - ハナテンの直営店が「ビッグモーター」に転換。
- 2015年（平成27年）11月 - 本社を東京都港区六本木六丁目10番1号に移転。
- 2016年（平成28年）
  - 1月 - 株式会社ハナテンを子会社化[55]。
  - 1月7日 - 登記上の本店を東京都港区に移転（前本社地は山口県岩国市川西三丁目7番12号）。
  - 3月1日 - 残っていたハナテンのフランチャイズ店舗も含めた全店舗を「ビッグモーター」に転換し、ハナテンのブランドが消滅。
- 2018年11月15日 - 同業のIDOMの株式を984万株（9.21%）保有したことが大量保有報告書にてリリースされた。2023年2月時点でも569万株 (5.3%)のIDOMの株式を保有していることが確認されている。
- 2022年（令和4年）
  - 2月 - 車検で不正合格させたとして、同社びわ湖守山店が事業停止などの行政処分を受ける（その他後述）。

- 2023年（令和5年）

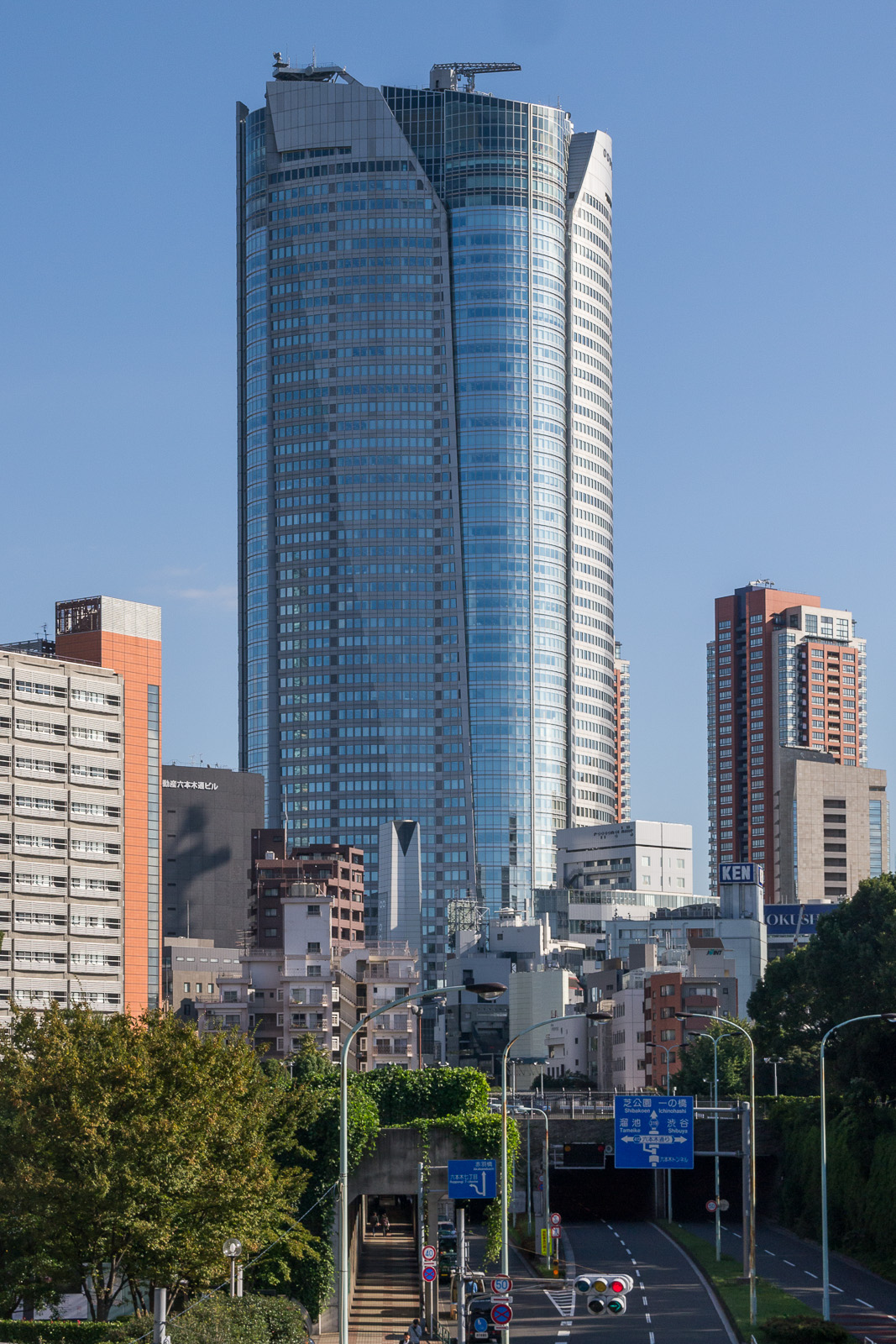
2015年11月から2023年9月まで本社が入居していた六本木ヒルズ

  - 7月25日 - 先だって公表されていた保険金不正請求[56]とその他の報道(#主な不祥事参照)について、東京都内で記者会見[注釈 4]を行い、創業者の兼重宏行が7月26日付で代表取締役社長を辞任すると表明した[58]。併せて副社長の兼重宏一（宏行の子息）も辞任する事が公表された。後任の代表取締役社長には専務取締役の和泉伸二が、取締役副社長には取締役営業本部部長の石橋光国がそれぞれ同日付で就任した[59][60]。
  - 10月1日 - 不祥事による業績悪化に伴い、経費削減のため本社を六本木ヒルズから東京都多摩市の「多摩店」と横浜市の「東神奈川店」に機能を分散させて移転。また、本店を多摩店とする[61][62]。
- 2024年（令和6年）
  - 5月1日 - 商号を株式会社BALM（バーム）に変更。また、同社の全事業を承継した新会社、株式会社WECARS（ウィーカーズ）が設立[29]。
  - 12月2日 - BALMが東京地方裁判所に民事再生法の適用を申請したことを発表。不正な修理などで被害を受けた顧客への弁済は続ける[63]。

## 主な不祥事
名称、肩書は全て当時のもの。2024年5月1日以降「ビッグモーター」は「WECARS」または「BALM」で表記する。

### 過剰な営業ノルマと社員間での罰金制度
- 2016年12月4日、産経新聞が、ビッグモーター社内で自動車保険の契約について月間目標額が定められ、目標を下回った販売店の店長が上回った店長に現金を支払う慣行があり、会社側は各店舗の分配表を作成しつつ、店長間のやり取りを黙認していたと報じた。これに対し、ビッグモーターの顧問弁護士や総務部の担当者は事実を認めた上で、社内規定にない店長間の任意の慣習であり、会社からの強制はなく、不満があるようであれば止めるよう指導した、と釈明した[64][65]。
- 2017年2月26日、同じく産経新聞が、関係者の話として2015年6月に全社員宛てへ送られた社長名・兼重での社内メールに「保険選手権大会に関して」とのタイトルで「罰金を払うということは、店長としての仕事をしてないということだ！」などと強い文面での叱責と、兼重自身が罰金の設定に関与したことを示す内容があったと報じた。同社は、産経新聞に対して20日付の文書で、2016年の回答を踏襲する旨の回答を行った[66]。

### 従業員による買取代金の詐取
2022年6月、一旦は支払った買取代金を「書類の不備」を口実に返金させる手口で客22人から約2,400万円をだまし取ったとしてビッグモーター多摩店の元従業員が逮捕された。

### 同業他社の従業員への暴行
2023年8月31日、京都府南丹市の訪問先にて、先に中古車の買取査定をしていた同業他社の従業員を突き飛ばしたとして、暴行の疑いで同社社員が逮捕された。同社社員は買い取り相談を受けて訪問したが、先に着いていたこの同業他社が商談を終えていた。その後も同社社員が見積もりを取ろうとしたため、口論になった。同業他社従業員がスマートフォンで撮影し始めたところ、男が突き飛ばしたという。

### 修理費水増しによる保険金不正請求

#### 不正疑惑報道～ビッグモーターによる調査報告書公開
2022年8月、ビッグモーターによる保険金不正請求とその不正事実を知りながらも一部損害保険会社が取引を行っていると報道された。
- 2021年秋ごろ、損害保険会社の業界団体へ内部告発が行われる。これを受けて2022年初旬に損害保険ジャパン（以下、損保ジャパン）、東京海上日動火災保険（以下、東京海上）、三井住友海上火災保険（以下、三井住友海上）の3社がサンプル調査を実施。その結果水増し請求が疑われる事案が見つかったためビッグモーター側に自主的な調査を求めたところ、ビッグモーター側は水増し請求の事実は確認したが「作業員のミスによるもので意図的なものでない」と損保側へ報告。損保ジャパンは組織的関与はないものとしたが東京海上と三井住友海上は再調査を求めていたという[71]。同年7月、ビッグモーター社長の兼重宏行が損保ジャパンに訪問。数日後にビッグモーター社内では東京海上と三井住友海上の自賠責の取り扱いを停止するよう指示があったとされる。同月下旬、事故車の修理紹介を停止していた前述3社のうち損保ジャパンだけが修理紹介を再開した[72][注釈 5]。

同年9月5日、一部報道への対応としてビッグモーターより修理を行った顧客向け問い合わせ窓口の開設が告知される。
同年9月15日、日本損害保険協会（以下、損保協）白川儀一会長・損保ジャパン社長は会見で一部報道・自動車保険でまかなう修理費で過剰請求の疑いについて「不正請求は許されない、毅然たる姿勢で対応する」と述べる。
2023年1月30日、マスコミ報道におけるこれら問題の調査としてビッグモーターは特別調査委員会を設置。
同年4月20日、タイヤをパンクさせるための指導を撮影した動画が流出し報道される。
同年6月30日、損保協会長に就任した新納啓介あいおいニッセイ同和損害保険社長は「（あいおいニッセイとして以前から）会合を要求している」「ビッグモーター側が調査報告をもらったらすぐ会う前提で話を進めている」と述べ、また損保ジャパンなどほかの大手3社にも直接報告するよう求めている。
同年7月5日、ビッグモーターは特別調査委員会から調査報告書を受領したと発表、同報告書が公開される同月18日頃までに水増し請求の手口や保険会社の対応など以下の報道がなされている。
- 特別調査委員会が調査を行った全国にある33工場全てで水増し請求を確認した[90]。
  - 破損していない箇所を故意に破損させる行為として、ヘッドライトのカバーを割る、ドライバーで車体をひっかく、靴下に入れたゴルフボールを振り回して車をたたき雹害で受けた傷を拡大させる事例[91]。破損していない箇所を修理する行為として、損傷のないパネルへ板金を行う[90]、不必要な部品交換を実施する事例[92]。修理の詐称行為として、塗装品質を実際より高く偽る、損傷があるように見せかける写真を提出する事例などが確認された[92]。
  - 東京海上では独自のサンプル調査により、300件を超える不正が発覚し、故意に車を傷つける悪質な事例も含まれていたことが判明した為、損保側は納得せず厳格な調査を求めていた[93]。
- 不正請求の規模は保険修理の4割に上り[94]、本来必要のない保険利用により等級が下がった保険契約者がいる可能性があるため[95]、損保各社は救済に向けて動く予定となっている。
  - また、損保会社からビッグモーターに対しての保険金の返還請求も開始されている[96][8]。
- 不正請求は5年以上に亘り行われており、15年8月から18年2月に在籍した板金や塗装部門の元本部長の指示により開始されたとみられ、「＠（アット）」の隠語により、損傷状態により費用が大きく上下する筈の事故修理に対し1台当たり14万円の収益ノルマが課せられ[97]、組織的な圧力がかけられた結果、不正が横行することとなった[98]。また、18年に内部告発が行われたが、実態調査を行わず、不正行為が継続された[92]。
  - 同社従業員からは、「ノルマを達成できない場合、降格や左遷をされる」と証言されており、また、問題が発覚して以降も引き続き、ノルマの達成指示が行われていると証言されている[99]。
    - また、同従業員からは、同社本部が社内連絡の削除などの証拠隠滅を図っている状況があるとの証言もされている[99]。

特別調査委員会は6月までに報告書をまとめてビッグモーターへ提出、前述7月5日発表の通りビッグモーターは報告書の受領を公表したものの具体的な内容は公表しておらず、またビッグモーター側で一部内容を改変・抜粋した報告書を損保側へ提出したとされる。

そしてこのような数々の不正事案の報道は損保大手に再提出された原本に記載されていた内容であり、損保各社ではビッグモーターに対し、引き続き調査報告書を対外的に公表することを要求している。
同月18日、ビッグモーターより調査報告書が公開される。
- この調査報告書[6]に記載された保険金不正請求の原因として、1.不合理な目標値設定、2.コーポレートガバナンスの機能不全とコンプライアンス意識の鈍麻（内部統制体制の不備、適正手続きを無視した降格処分の頻発）、3.経営陣に盲従し忖度する歪な企業風土、4.現場の声を拾い上げようとする意識の欠如、5.人材の育成不足、などが指摘されている。

更に同報告書の結語にはビッグモーターが掲げる方針や経営理念を引用し次のように記されている。
　～これらの崇高な理念に真っ向から反する背信行為であり、顧客の信頼を裏切って、自社の収益獲得を優先したとの非難を逃れ得ない。かような行為が繰り返されれば、いずれ保険料率の上昇を招きかねず、そうなると保険ユーザー全体の不利益にもつながるという意味で一層罪深い。 — 特別調査委員会、『調査報告書』第10 結語,42p
- 具体的な一因として、兼重宏一・取締役副社長（社長・兼重宏行の息子）をはじめとする役員らの判断で、社員の降格処分が頻繁に行われており、これらの処分に際し、同社が就業規則で定める「対象者に弁明の機会を与える」「賞罰委員会に諮る」といった手続きが取られることはなく、有無を言わせずの処分があったと指摘。このような強権的な人事によって従業員らが経営陣からの指示にそのまま従い、これを忖度するいびつな企業風土が醸成されていたとしている[101]。
- 報告書ではビッグモーター社内での従業員から副社長・社長への内部告発の顛末（第8-5 BP工場従業員からの告発の黙殺）が記されているが、更にこの後、告発関係者の1人が「不正な保険金請求の情報提供ホットライン」（損保協の通報窓口）[注釈 6]に通報を行っている。しかしひと月以上経っても音沙汰がなかったため、もう1人の告発関係者（社長の甥）が「毎日不正しています」などと催促したところ、ようやく連絡が来たと語られている[102]。

同月19日、ビッグモーター兼重宏行社長は、今回の不正請求問題の報道に対し「メディアの常として、全社員の2%に満たない一部のBP（板金塗装）社員の過去の不祥事でも、世間の関心を集めるために、会社全体の組織ぐるみだと決めつけて報道しています」と、各店長宛のLINEでメディアを批判するメッセージを配信。同月21日には「過去修理案件の（不正の）再調査、調査結果からの再修理や板金対応を優先するため」として各拠点に対し、板金塗装の一般客からの入庫受け付けを全面休止するよう指示が出された。

#### ビッグモーター記者会見～金融庁による報告徴求命令発出
同月21日、財務兼金融担当大臣・鈴木俊一（第2次岸田改造内閣）は閣議後記者会見で「悪質な問題があれば保険業法に基づき対応する」と表明、金融庁が同社の保険代理店としての業務実態を調査していることが分かった。また、大手損保3社（東京海上・三井住友海上・損保ジャパン）が過去に同社へ出向者を出していたことも明らかとなった。
- 特に損保ジャパンでは2011年から板金や営業、品質管理部門に37人の出向者を派遣しており。さらに自動車保険の保険金の不正請求が横行した時期に、事故車両の修理を担う板金塗装部門の担当部長を務めた者もいたとされる[109]。また、前副社長の兼重宏一が損保ジャパンの前身企業の一つである日本興亜損害保険に2011年4月から2012年6月にかけて在籍していたことが判明している[110][111]。

同月25日、それまで損保ジャパンは長年に渡り数多くの出向者を送り込みながらも「不正を認識していた出向者はいない」と説明していたが、白川は当日午前7時頃の取材に対し、去年（2022年）夏に出向者から「ビッグモーターの工場長から不正の指示があった」との報告を受けていたと答えた。また当日の午前11時からビッグモーター側の記者会見が開かれ兼重は「（不正を知ったのは）特別調査委員会から報告書を受け取った（2023年）6月26日」であるとし、（不正について）経営陣は知りもしなければ組織的関与もないと述べる。更に「（不正を行った社員は）調査して刑事告訴したい」とも語る場面があったが、会見後に撤回した。
- 翌26日、ビッグモーターの次期社長に就任した和泉伸二は取材に対し、2022年に行われた損保会社3社（損保ジャパン、東京海上、三井住友海上）への調査報告の内容が「不正の指示はなかった」と書き換えられていた件について「初めて知った」、また書き換え指示があるならかなりの上席者では、との問いに「その可能性は高い」と語っている[116]。
- なお、ビッグモーター側の自主調査では損保ジャパンの出向者が調査を行い、「工場長から不正の指示があった」とヒアリングシートに記入署名され、その事実が当時の板金部門の部長や損保ジャパン側に伝えられていたにも関わらず、「指示はなかった」と逆の内容になり、損保ジャパンから金融庁に報告されたと報じられている[117][注釈 10]。

同月26日、損保ジャパンは不正の事前把握やビッグモーターへの出向者や社員を調査するとして社外調査委員会を設置。
- 2017年度から3名の出向者を出していた三井住友海上も翌27日に調査委員会を設置しており、当時の事情を聞くとしている[121]。

同月28日、金融庁から委任を受けた関東財務局は保険代理業でもあるビッグモーターに対しヒアリングを行ったと発表した。
同月31日、金融庁はビッグモーターの保険金不正請求問題を受け、ビッグモーターおよび同社と保険代理店契約を契約している損保ジャパン、三井住友海上、東京海上、あいおいニッセイ同和の大手4社、共栄火災海上保険、AIG損害保険、日新火災海上保険の中堅3社の各損保会社に対し、保険業法に基づく報告徴求命令を発出した。
- 損保ジャパンでは査定先への信用度によって、見積書と写真だけで判断する「簡易査定」を行っているが、2019年自社内でビッグモーター向けに簡易査定を行う十数人規模のチームが発足しており、この点についても詳しい報告が求められている[126]。
  - 更なる報道では、軽微とされる事故の場合は全くチェックを行わない「完全査定レス」と称する制度が2019年4月から導入されていると伝えられている[127]。

同年8月1日、東京海上日動はプレスリリースにて、2022年3月不正請求の疑義から2023年7月18日ビッグモーターによる調査報告書全文公開までの自社に関する経緯概略を公表した。
同月4日、損害保険料率算出機構はビッグモーター関連の保険金不正請求ついて保険会社に報告を求め、今後の参考純率の算定に反映させるとした。同機構は損保各社から集めたデータから適正な保険料率を算出する「参考純率」を設定するが、ビッグモーターが水増し請求したことで参考純率が上昇していたとみられる。
報道によっては「なれ合い」「もたれ合い」とも称されるビッグモーターと損保各社の関係だが、その背景には修理紹介（入庫）1台あたり自賠責保険5台分が損害保険会社に割り振られていたため、これがお互いの大きな利益になっていたと報じられている。またビッグモーターが販売する自賠責と任意保険は年間200億円に上ると見られており、2022年6月から7月にかけてのビッグモーターによる自主調査結果の変遷は、100億円超の保険料収入があった損保ジャパンの意向が影響しているとされている。
- 更に、ビッグモーターによる保険金不正請求・修理費水増しの影響で、顧客が修理に保険を使い等級が下がり、保険会社が割高な保険料を得ているケースが存在する[136][137]。
- ビッグモーター社内では保険販売件数にも厳しいノルマがあり、そのノルマを埋めるべく廃棄予定の車両や展示車、客に貸し出す代車に従業員名義などで保険をかける「架空契約」が行われていたとの報道や証言がされている[138][139][注釈 15]。また過去には、保険販売の月間目標を下回った店長から目標を上回った店長に現金を渡すという慣行が問題視されている（#過剰な営業ノルマと社員間での罰金制度参照）。
- 損保協などでは「自賠責保険には保険会社の利益はない」と喧伝しているが、損害保険料率算出機構によれば実際には業界全体で年間2,000億円を越えるとされる「社費」名目の手数料収入があり、またプールされている保険料自体の運用益ににも利益があるのではとの指摘から、保険修理会社と保険販売は切り離すべきとした上で、損害保険会社は本当に被害側なのかと疑問視する意見がある[141]。
  - 後にSOMPOホールディングスが公表した中間報告書では損保会社が自賠責保険の販売を推進するメリットとして、任意保険販売の機会創出や収入保険料の拡大などのメリットをもたらすことから、重要な事業活動であると説明されている[142]。

#### 金融庁による立ち入り検査～損害保険代理店の登録取り消し命令
同年9月8日、ビッグモーターと関係の深かった損保ジャパン社長の白川儀一の辞任が発表された。ビッグモーターの保険金の不正請求問題で、白川が主導して不正の可能性を認識しながら、中断していたビッグモーターとの取引を再開するなど不適切な対応を取ったことなどに対する引責辞任とされる。また、SOMPOホールディングス(以下、SOMPOHD)の櫻田謙悟会長兼グループ最高経営責任者（CEO）は経営責任について「調査委員会の報告で全貌が明らかになったら対処する」と述べた。なお、損保ジャパンに関しても金融庁が立ち入り検査の実施を既に通知している。
同月19日、金融庁はビッグモーターと損保ジャパンへの立ち入り検査を実施。また同日、損保協は被害を受けた契約者の等級訂正など契約者救済を円滑化する方策を検討すると発表した。
- 損保ジャパンと同様にビッグモーターへの出向者がいた三井住友海上に対し同月21日までに追加の報告徴求命令が出されている[146][147]。
- 損保協の新納会長は会見にてまずは陳謝した上で「（ビッグモーターと損保各社の関係は）行き過ぎ」だったと指摘した[148]。
- 損保協では同年9月1日からビッグモーターによる保険金不正請求に関する特設ページを設置しているが[149]、同月末現在、ビッグモーターとの保険代理店契約や修理紹介、またその影響で保険契約者から過剰な保険料を徴収していたなどプレスリリースを行っている会員会社は前述7月31日に報告徴求命令を受けた各社含む13社（アクサ損害保険、イーデザイン損害保険、SBI損害保険、セゾン自動車火災保険、ソニー損害保険、三井ダイレクト損害保険）に及ぶ[150]、また不正請求の調査対象は大手損保4社だけでも20万件以上とされる[151]。

同年10月10日、SOMPOHDから中間報告書が公開される。
- ビッグモーターの担当部長が証言などの改ざんを指示、損保ジャパンの出向者はやむを得ず従った[152]。この改ざん事実は出向者から損保ジャパン経営陣に伝えられており、追加調査や取引停止の延長が必要だと認識されていたが、後の会議にて白川社長は早期の取引再開を促し修理紹介再開が決定する[153]。なお、白川は内部告発を把握していたが、兼重が損保大手3社の役員と面会した際に、「見積もりをごまかして売り上げを上げることはしていない。信じてほしい」と発言。これを受け、白川は顧客紹介の解禁日の検討について社内メールを送っていた[154]。
- 修理紹介を再開した翌月、ビッグモーターが組織的に不正請求を行っているとの疑いと損保ジャパンの対応を報じられた[71]。その結果、レピュテーションリスクが高まったと判断し親会社のSOMPOHDに報告。なお、修理紹介再開理由が組織的関与はないと認めたためであったことから、新たにビッグモーターの組織的関与が認められる事実が明らかになるなどの大義名分が必要になるとして、直ちに修理紹介が再停止されることはなかった[142]。
  - 独自に調査を行っていた他社より不正請求の情報提供があり再停止したのが2022年9月14日[142]、白川社長が損保協の会見で「不正請求に毅然とした姿勢で対応～」の旨を述べる前日である[82]。
- 修理紹介再開を後押しした要因の1つにビッグモーターの当時の部長らから得た情報として、同業他社関係者から「抜け駆けとも受け取れる発言」がなされた旨の記述がされているが、後に公表された三井住友海上の調査報告書[155][156]ではこれを否定、損保ジャパンの報告内容と食い違いがみられる[157][158]。

同年11月7日、金融庁はSOMPOHDに対し立ち入り検査を開始、親会社としての経営管理について実態把握を進めるとしている。
同月24日、金融庁・関東財務局はビッグモーターに対し同年11月30日をもって損害保険代理店としての登録を取り消す命令を発出した。
- 前月10月には代理店契約を行っていた全7社がすでに解約または同月30日までに解約することを発表しており[162][163]、金融庁も取り消す方針を公表[164]、聴聞も欠席していた[165]。
- 登録の取り消しは保険代理店に対する最も重く、今の金融庁が発足して以来前例のない処分で今後3年間は代理店登録ができない。また、全ての保険会社が契約を解約する事から「再建への道筋は極めて困難」であるとされた[166]。これについて鈴木金融相は「保険会社からの再建に向けた支援も期待できない」と語っている[167]。
- 取り消し処分の原因としてコロナ禍以降、金重宏一前副社長の指示で「収益を生まない事業や取り組み」の徹底的な排除が行われており、2020年6月に「苦情対応コールセンター事業」が廃止、また、同年7月には同社保険部による各店舗への指導・教育などを中止した。またその人員を、各店舗の営業支援などに振り分け23人体制だった保険部は12人になった。さらに、同年10月に保険部長が辞任した際、経営陣は後任者を配置せず、2021年2月には、各店舗内で保険募集の管理指導を行う保険推進委員も廃止したため、保険募集人への組織的な教育・管理・指導が行われなくなっていた[168]。
- 本来ならば、まず業務停止命令・業務改善命令を発出し、改善が見られないならば登録取消という手順であるが、一気に登録取消に至った理由として、個別かつ多件数におよぶ法律に反した募集行為、募集管理体制が全く整備されていない、会社としてのガバナンスが根本から成立していない、募集管理体制の再構築に必要な保険会社の協力が得られないなど、これらやむを得ない事実があったと考えられている[169]。
- 2022年度の保険売上からの概算では、自賠責保険の代理店手数料収入が約2億円、任意保険で約30億円あり、保険代理店登録取り消しの影響で年間約32億円の利益が消滅する[170]。

#### SOMPOホールディングス最終調査報告書公開～不正請求調査打ち切り通告
2024年1月16日、SOMPOHDは（最終）調査報告書を受領、公表した。
- 損保ジャパンのビッグモーターとの取引再開については役員らのリスク認識が決定的に乏しくコンプライアンス体制の機能不全が最大の制度的要因だとしており、SOMPOHDについては主体的・指導的姿勢が乏しく、リスクへの感度が低かったと指摘[173]。また非公式な役員ミーティングでの決定について「こうした方針決定の在り方自体、お粗末と言わざるを得ない」と記されている[174]。
  - 後の考察では、2022年1月には不正請求の疑義を確認、同年3月には専務まで把握しているにも関わらず、白川社長（同年4月就任[注釈 16]）が最初に知ったのは、他の損保会社との懇親会場で他社社長から不正請求事案を聞かされた同年5月16日であり、その直後に専務に確認、翌17日に詳細報告を受ける。取引再開をわずか30分の役員ミーティングで決定。また不正請求報道[71]を受けてからSOMPOHDへの報告や他社の独自調査を受けての再停止など、このような事態軽視の姿勢や主体的な行動の欠如など含め、専務らが得ていたビッグモーター社内の背景情報の共有について、専務・社長との関係に問題があったのではないか、と指摘されている[176]。
  - また報告書では「強硬意見を主張する白川社長に押し切られたといった上命下服のような実態を認められない」とされている[176]
- 簡易査定(完全査定レス)とされる制度の導入にについて、他社との競争激化でビッグモーターでのシェアを落とす中、ビッグモーターの要望に応じて査定方法・制度の検討が加速、社内からはビッグモーターの工場の品質が十分ではないと反対の声もあったが、担当の部長らが全社方針であるなどとして導入が必要であると説得していた[173]。
- 損保ジャパンからビッグモーターへの出向者は2004年11月から2023年3月までに43人いるが、報告書では不正請求に関与していないと結論づけている。また出向者には以前から不正請求やその疑義を認識していた者がおり所管部に報告されていたものの、今回の問題が発覚するまで問題として認識されることがなかったとも指摘している[173]。
  - ビッグモーターへの出向は2004年から始まり、2015年からは故意に自動車を傷つけていた板金塗装部門へ社員を派遣していた[143]。不正認識については、出向者が直接作業員に「いつか絶対、痛い目に遭う」などと話していた報道[177]がされているほか、出向者の中には、不正をしていた板金・塗装部門の担当部長を務めた者もいたと報道[178]され、実際に不正行為が確認されたビッグモーター多摩店の工場長をしていた出向社員も確認されている[179]。
- SOMPOHDとの意思疎通について、SOMPOHDは出版社のニュースサイト[71]がこの問題を報じるまで一切認識していなかった。またその後に損保ジャパンが報告するがその内容は不正確で適切な対応をしたと説明するものだった、そのため「リスクを過小に認識し、グループ経営に重大な影響を及ぼす可能性のある事案と受け止められず、特段、能動的な対応をとれなかった」と指摘[180]。
  - 後にSOMPOHDの櫻田会長は会見で「重要な案件は上がってくるのに関わらず、本件だけ報告がなかったのは何故なのか」との趣旨の発言をしている[181]。

なお、中間報告書に盛り込まれていた損保ジャパンが取引再開を急いだ理由の1つである「他社の担当者の抜け駆けとも取れる発言」は一切触れられず、その大手損保からは反論する内容の報告書を金融庁に提出しているにも関わらず解明されないままになっている。
同月16日、SOMPOHDの櫻田会長兼CEOは3月末での退任を発表。
同月24日、金融庁は損保ジャパンとSOMPOHDに業務改善命令を発出。
- 去年から両社に行われていた立ち入り検査が22日に終了[184]、損保ジャパンは「内部統制が崩壊」、SOMPOHDは「損保ジャパンに対する経営管理が機能していない」[185]などとして、営業重視の企業文化の是正を含めた業務改善計画の提出や経営責任の明確化が求められた[186]。
- SOMPOHDの櫻田謙悟会長は2023年9月の会見[143]で2022年8月の報道[71]があるまでビッグモーターからの不正請求を知らなかったとしているが、金融庁は「知らなかったこと自体が（子会社管理上の）問題だ」と指摘。損保ジャパンでは「顧客の利益より自社の営業成績・利益に価値を置く」「社長等の上司の決定には異議を唱えない上位下達」「不芳情報が経営陣や親会社といった経営管理の責務を担うものに対して適時・適切に報告されない」などの企業文化が醸成されており、これらは白川社長だけでなく、櫻田SOMPOHD会長が損保ジャパン社長だった時代から醸成されてきたものだとした。さらに「同社は合併が繰り返されてきて、自己保身を優先する面がある」とも指摘した[185]。
- また、ビッグモーターと契約していた自動車管理者賠償責任保険[注釈 17]では、ビッグモーターを優遇し厳格な調査をしないまま保険金を支払っているケースや、ほかの自動車販売業者については、詳細な調査をしないまま保険金を支払わない可能性のある事案があると公表した[185]。

同年2月28日、損保ジャパンの西澤敬二会長は退任する意向を公表した。
同年3月26日、損害保険料率算出機構はビッグモーターによる保険金不正請求の影響を公表。ビッグモーターが公表した1台あたりの水増し金額約3万9000円を単価として計算し、不正な支払額は最大で約90億円と試算。損保各社が2018-2022年度に支払った保険金約8兆3000億円（対人賠償責任保険、対物賠償責任保険、人身傷害保険、車両保険）の0.11%に相当するとした。
同年6月4日、WECARSはほけんの窓口と連携して2024年中にも自動車保険販売の再開を検討していると報道された。後の報道ではほけんの窓口グループが店舗内にブースを設ける方式で再開するとして伊藤忠商事を通じて協議を開始、2024年内に約130店舗での導入を目指しているとされた。また金融庁ではこのような形での出店は手続きや相談なども不要だとしている。昨年末に保険代理店の登録取り消しを受け、店頭で保険が取り扱えない事で収益面でWECARS再建上の足かせになっていると報じられている。
同月25日、金融庁は法改正も視野にした有識者会議を同年3月から立ち上げ、必要な対応について検討し報告書にとりまとめた。なお「不正の温床」とも表現され議論の最大の焦点とされた修理工場による保険代理店の兼務についての禁止措置は見送られた。
同年7月22日、7月中旬頃にBALMから損保各社に対し、調査の打ち切りと裁判所の調停を通じ協議・解決すると伝えたことが報道された。損保側とBALMはそれぞれの調査内容を突き合わせ、水増し請求された損保や月々の保険料が上がってしまった契約者への返金対応などを確定させる「再協定」を結ぶ作業を進めていたが、大手損保4社に対する過去5-8年の請求で不正の調査対象は計約23万6千件あり、このうち約8割で調査を終え計約6万5千件で不正があったと判断された。このうちBALMと合意に達し終結したものは1千7百件ほどしかない。

### 国土交通省・地方運輸局からの行政処分、立ち入り検査
かねてから国土交通省・地方運輸局から指定自動車整備事業（民間車検場）の指定取り消しなどの行政処分が下されている。
- 2022年2月4日 びわ湖守山店（滋賀県守山市）で、整備記録簿の記載漏れ、立ち入り検査時の質問に虚偽陳述、自動車検査員による不正改造の要求と実施などの違反。事業停止（25日間）、保安基準適合証等の交付停止（50日間）、自動車検査員の解任命令の処分[202][203][204]。

- 2023年2月8日 唐津店（佐賀県唐津市）で、点検整備の一部を実施せず、記録簿の記載なしなどの違反。保安基準適合証等の交付停止（15日間）の処分[205]。

- 同年3月22日 熊本浜線店（熊本県熊本市）で、法令の規定を遵守する体制でない、記録簿の虚偽記載・記載漏れ・記載誤り、検査の一部を実施せず適合証を交付などの違反。指定自動車整備事業の指定の取り消し、自動車検査員の解任命令の処分[206][207]。同店では記録が残る2020年12月以降の2年間、主に4WDタイプの車両について、スピードメーターの誤差を検査しないまま計58台に「保安基準適合証」を交付するなどしていた[208]。

- 同年6月27日、宇都宮南店（栃木県宇都宮市）で、検査の一部を実施せず適合証を交付、記録簿の虚偽記載・記載漏れ・記載誤りの違反。指定自動車整備事業の取り消しと自動車検査員の解任命令の処分[209][210]。同店では延べ58台の車両で完成検査の一部（速度計誤差の検査）が実施されていなかったことが確認された[211]。

かつて熊本浜線店の車検整備担当だった整備士によれば「58台どころか速度計以外も合計すれば（不正車検は）軽く1000台は超える」、また車検をこなす台数にも前年同月台数を超えるというノルマがあり「手間のかかる作業や検査はやらないことが当たり前」と証言がされている。
2023年7月18日、国土交通大臣の斉藤鉄夫は同日にビッグモーターから公表された特別調査委員会の報告書を知らされていないとした上で「（報告書記載の不正が事実であれば）言語道断だ」と語り、道路運送車両法違反の疑義により、同社に対し事実関係の聴取を行う方針であるとした。また国交省は7月6日時点で聴取を要請したが7月19日現在でも聴取日の回答がないとの事。
同月25日、ビッグモーターが開いた記者会見では不正車検についての質問で社長の兼重宏行は、「特殊な車両について手抜きをした」「監査に入ったりするが、外からでは全く分からない」と述べる。同月26日、国土交通省内にてビッグモーター社長の和泉伸二ら幹部5人からの聞き取り調査、事実関係を確認。同月28日、ビッグモーター全国34ヶ所の事業所へ国交省の立ち入り検査が行われ、またそれらを含む135事業所への調査も行うとした。
同年10月13日、国交省より立ち入り検査を行った34ヶ所の全ての工場に対し最大90日の事業停止、32ヶ所の指定工場のうち12ヶ所には指定の取り消し、自動車検査員24人の解任などといった処分を行う方針を発表した。今月20日にビッグモーター側に聴聞を行った上で、正式な処分がされる。今回の検査では、安全性や環境への影響に関わる車検での違反、車体・部品の状態を改めてチェックする「確認検査」が必要なものが1935件見つかり、国交省は店舗への処分と併せ無料で検査をするよう同社側を指導する。
同月20日、国土交通省の各運輸局はビッグモーター側の意見を聞く「聴聞」の手続きを実施したが、ビッグモーターは各運輸局の聴聞を欠席、国交省は、今月中にも業務停止や民間車検場の指定取り消しといった処分を行うとしている。ビッグモーターは、「国交省の行政処分案に対して意見はない。聴聞には出席しないことを各運輸局に返答した」と回答している。
同年11月10日、国交省は以前に検査をした34事業場とは別の複数工場への立ち入り検査を行ったと報道された。今回、前回含め複数回に渡り年をまたぎビッグモーター全ての事業場への検査が行われ処分が下される。
2024年3月29日、国土交通省はビッグモーターに対する行政処分などの結果と再発防止策をとりまとめ発表した。
- 昨年7月から行われた事業場への検査の結果、全130事業場中125事業場で法令違反を確認、事業停止など行政処分または行政指導を行った。うち107ある指定工場では37ヶ所の指定取り消し、31ヶ所で一定期間の車検業務停止などの処分が下った[230]。
  - 主な違反には、行っていない整備費の請求や、行っていない部品交換の部品代金を請求するなど「点検整備の過剰請求」（道路運送車両法第91条の3違反）の項目が多数見られた。また、同様に保険金不正請求の手段であった故意に破損させての修理「板金作業等の過剰請求」も同法違反にあたる[228]。
  - 新法人に移行した場合、指定自動車整備事業自体の効力が失われると共に行政処分の効力（指定取消日から2年間の再申請、一定期間の車検業務停止）も失われ、新たに再申請が可能となる[231]。
- 本社への監査などでは、事業所の管理に関する機能不全や社内監査の形骸化、内部通報制度の不存在、降格人事の頻発、急拡大を背景とした社内教育・研修体制の不備といった問題を確認、会社側から改善報告書を受け取った[232]。
  - 今後、仮に新会社になったとしても、法令に従って継続的に実施状況を確認するとしている[233]。
- 整備の作業前から作業後に、ナンバープレートなど車両を特定できる部分や、修理や部品交換を行う部分を画像で記録し、事後の検証が可能となるよう一定期間保存。また、消費者には整備作業の具体的な内容や方法、見積もりや請求書など、料金に関する情報の記録と保存を行い、適切に説明を行うよう求める[234]。
- 監査の見直しでは、大手企業の本社に起因する法令違反があった場合、全国各地の運輸局が連携して関連工場を一括で監査するなどとりまとめた。国交省によれば、監査の細かいノウハウなどが運輸局ごとに異なる部分があり、情報を共有し効果的な指導や処分につなげるとした[235]。

同年5月29日、WECARSの田中慎二郎社長らが国土交通省を訪れ国交省の物流・自動車局の幹部らと会談、発足から1カ月の状況を説明。コンプライアンスに関する新たな研修を取り入れたことや、現場の実態把握に向けて社長が店舗を訪問していることなど再発防止に向けた取り組みの現状を報告。また、現場社員の声を上層部に届ける仕組みを設けるほか、今秋をめどに改革案を公表するとした。

### 下請け会社への値下げ強要・公正取引委員会の調査
2023年7月20日、ビッグモーターの下請けである洗車会社に対し、従業員の車検情報の開示強要とそれに続く車検発注の強要、単価の一律1/3への値下げを強要され、 同下請け会社はそれらを全て断ったところ、殆どの取引を打ち切られたとの証言が報道された。
同年9月1日、公正取引委員会は、前述の行為以外にも店舗清掃や店舗周辺の草むしりを強要した疑いがあるとして、下請法違反容疑で調査を行っていると報じられた。ビッグモーターは下請法上の親事業者に該当し、役務提供委託の下請け会社（資本金5千万円以下）に対して、自社が指定するサービスの利用強制や買いたたき行為などが禁止されている。
2024年3月15日、公正取引委員会はビッグモーターとビーエムハナテンに対し下請法違反についての勧告と指導を行ったと発表。
- 公取委は違反が多岐にわたる上、未判明の違反もあり得るとし、問題解消のため、独立した第三者での対応を求める異例の措置をとった。発表によると、ビッグモーターは2021年8月頃から2023年6月頃、車体の研磨などを委託する複数の下請け業者に対し、無償で草むしりや床掃除、側溝にたまった泥の除去、展示車両のワックスがけを強要した。複数のオプションをつけた中古車を購入させたり、下請け代金を一方的に27.7%引き下げたりしたこともあった。自社店舗で車検をしなければ「出入り禁止」にすると伝えて受けさせたり、自社が代理店を務める保険会社と契約させるなどしていた[242]。
- このような違反行為は役員や営業本部からの意向や方針があったとされ、2022年10月ごろには当時の兼重宏一副社長から各店舗の店長に下請け業者に対して車の購入・買取・車検を徹底するよう指示が送られていた。また同社では口頭で指示をするなど発注書面を交付しておらず、社長が業務用メッセージアプリのアカウント削除を社員に指示したことから社内記録が失われていた[注釈 20]。これらの違反について公取委の検査官は記者会見にて「自社の利益を最優先とするあまり、法令順守意識の欠如がもたらした重大かつ異例の下請法違反」と強調した。勧告には「弁護士などの第三者による下請企業からの申出受付窓口の設置」「過去に行った違反行為の照会・調査」「下請企業の利益保護に必要な措置を実施」「措置内容を公取委に報告、概要の公表」などが盛り込まれている[244]。

同年6月、BALM（旧ビッグモーター・旧ビーエムハナテン）から「独立した第三者による外部申出窓口」として委嘱を受けた弁護士事務所が申出受付を開始。同年7月にはBALMが被害の実態調査を開始、取引先の約1,000社に対して照会文書を送付したと報道された。なお、申出の締切は同年7月末である。

### 消費者庁による公益通報者保護法・内部通報体制の調査、その他
2023年7月27日、消費者庁の新井ゆたか長官は同月18日にビッグモーターから公表された特別調査委員会の報告書より「内部通報が黙殺された」との指摘から公益通報者保護法が義務付ける内部通報体制について調査を行っている事を明らかにした
。
同年8月3日、消費者庁はビッグモーターに対し内部通報体制について報告を求めた。公益通報者保護法に基づく事業者への報告要請は今回が初となる
。
同月8日、消費者担当相・河野太郎は記者会見にて、ビッグモーターに関する保険金の不正請求問題を重要な消費者問題であるとして消費者庁に「関係省庁との連携対応の強化」「相談受付体制の強化」（共に要約）を指示したと述べる。前日7日に行われた国交省、金融庁、消費者庁へのヒアリングでは、過去10年で8,000件以上に及ぶ相談がありながら行政処分につながったものは1つもなく、省庁間で十分に共有されず対応が遅れたなどと批判が相次いでいた。
同年9月4日、ビッグモーターは消費者庁へ内部通報体制について報告。同月8日、内部通報体制が整備されているとして6ヶ月後に運用状況を報告するよう求めている。
同月5日、昨年度に寄せられた相談が1491件あり、9割が自動車売買などに関する内容だったと公表した。解約を訴えるものが約半数を占め強引な勧誘や高額なキャンセル料に関する内容もあった。同月27日には、今年4月から8月までの5カ月間にビッグモーターに関する相談が1,400件以上あったことを明らかにした。昨年度と比較して今年度は5カ月で1年分の相談が寄せられている状況である。。
2024年3月14日、消費者庁の新井ゆたか長官は記者会見でビッグモーターから状況報告を受けた事を明かし、内容を精査中としたうえで「現時点で再指導などをする予定はない」と述べ、内部通報体制は改善されたとの認識を示した。
同年7月24日、2022年9月から23年11月にかけて、車体の骨格部分に損傷があった車両計30台を約40万～250万円で売り出し、少なくともうち4台は消費者に販売。消費者庁はこれを景品表示法違反（優良誤認）としてWECARSに対し是正勧告。

### 店舗周辺の街路樹等に対する器物損壊

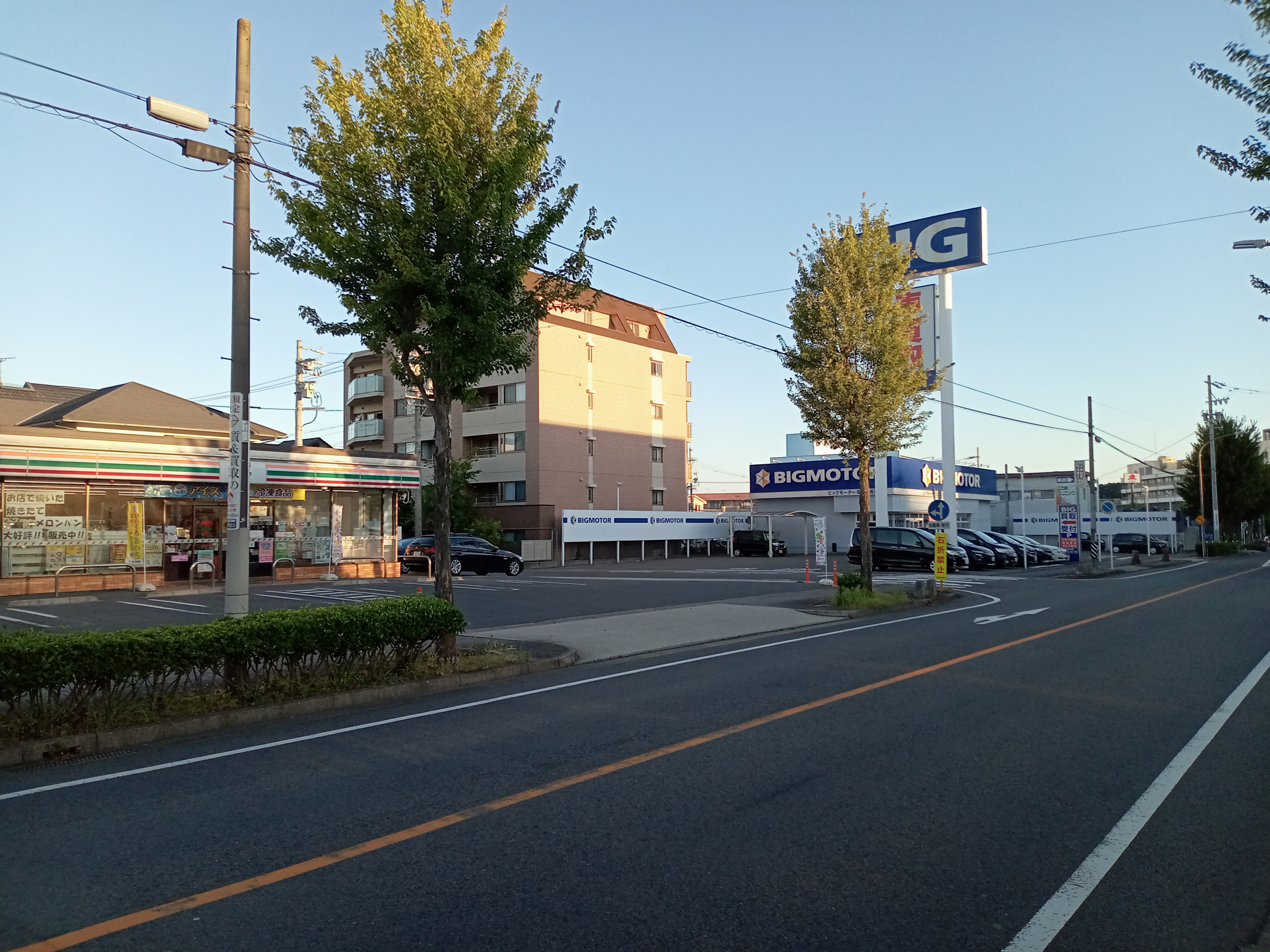
名古屋市名東区勢子坊のビッグモーター名古屋名東店。手前のセブン-イレブンの前には街路樹も植え込みもあるが、ビッグモーターの前にはどちらもなく、切り株だけが残されている。

全国の多数店舗において、店舗周辺の街路樹等への意図的な損壊行為が相次いで報じられた。
除草剤散布による枯死 （全国各地）
2022年8月、群馬県太田市にある店舗前の街路樹が枯れていると太田土木事務所に情報が寄せられた。原因を特定するために土壌の成分分析をしたところ、除草剤の成分が検出されたことから、同年11月に被害届を提出。群馬県太田警察署と太田土木事務所は、この場所で除草剤散布が原因の街路樹大量枯死が発生したとして、情報提供を求める看板を設置した。一連の報道を受け、ビッグモーターは除草剤を散布し枯死させたことを認めた。
その後の報道を受け調査が行われた結果、全国各地の多数の店舗前にて、街路樹の枯死と除草剤の検出が確認された。ビッグモーター側は自社による散布の疑惑を一旦否定するも、その後、北海道札幌市、茨城県ひたちなか市・つくば市・阿見町、埼玉県さいたま市・所沢市・八潮市、東京都、愛知県名古屋市、兵庫県川西市、福岡県春日市等、特定地域に寄らない全国の広範囲な店舗で、次々に散布を認め、各自治体が被害届を提出した。
ノコギリで伐採 （埼玉県）
街路樹の不自然な枯死が指摘されている店舗のうち、埼玉県の所沢店前において店員がノコギリで街路樹を伐採していることが目撃された。目撃した住民からは、本部視察を前にした清掃と説明されたという証言がなされている。
バーナーで焼く （福岡県）
福岡県の古賀店前では2019年に店員とみられるスーツ姿の男性がガスバーナーで街路樹を焼いている現場を地元住民が目撃しており、情報提供を受けた市議会議員が九州地方整備局に調査を要請したが、この時の調査では除草剤の成分が検出されず街路樹を焼却した実行犯の特定に至らないまま、2020年1月に倒木の危険があるとして整備局により伐採された。
私有地の植栽を無断で伐採しセメントで埋め立て （石川県）
2023年8月3日、石川県かほく市にある商業施設「イオンモールかほく」の敷地内にテナントとして出店しているイオンモールかほく店の前に低木が植えられていた植え込み部分が全て伐採され、コンクリートで舗装されていたことが発覚した。
同施設の土地を管理しているイオンリテールと親会社のイオンによると、植え込みはイオングループの植栽活動の一環として整備されていたものであり、植え込み部分はビッグモーターへの貸し出し対象外だったとしている。イオンは、経緯を確認した上で法的措置も検討するとしている。同年9月15日、イオンリテールはビッグモーターとの間で結んでいる土地賃貸契約を10月31日付で解除すると発表した。イオンリテールによると、店舗の前にあった植栽についてビッグモーターに聞き取り調査をした結果、承諾なしに木を伐採し、コンクリート舗装したことを認めたという。
石川テレビの取材によると、近隣の住民により日中に舗装を行う様子が目撃されている。
その他には、店舗前街路樹の枯死・撤去後に植え直しをしようとしたところ店舗側が拒否（大阪府）、条例で定められた敷地緑化スペースを舗装（愛知県）など、全国各地の店舗周辺で問題発覚や街路樹に関する報道がされている。
これらの問題に対し、全国各地の自治体の他、国道に面する店舗前については国土交通省による調査が行われた。
国土交通省の調査では、各地の地方整備局が管理する国道に面した111店舗のうち10店舗で5年の間に街路樹の枯死が確認されており、土壌分析で除草剤の影響が認められた場合は警察への被害届提出や損害賠償請求を検討するとし、実際に香川河川国道事務所は2023年9月4日に被害届を提出した。なお、故意に街路樹や植栽を損壊した場合、刑法の器物損壊罪にあたる他、道路法で定められた「道路附属物損壊罪」にもあたりえる。また、民法上の不法行為が成立し、損害賠償責任を負う可能性もある。
- 2023年7月25日に行われた記者会見[注釈 4]では、同疑惑について社長だった兼重宏行が環境整備で実施していることを仄めかす発言[注釈 23]をするも、直後に否定し、また、和泉伸二専務は10年ほど前に除草剤を撒いたことを認めつつ、現在は実施していないと釈明した[284]。同社の陣内司管理本部長は、調査の上対処するとしている。
  - 同年7月28日、ビッグモーターは複数店舗において過去の清掃活動で使った除草剤などの影響で街路樹が枯れた可能性が高いことを認め謝罪した[280]。同日時点で、全国18都道府県、39店舗前で街路樹や植え込みが枯れたり、伐採されたりしていることが確認された[285]。
  - 会社が社員に配布していた、同社の経営計画書には店舗周辺10メートル以内の清掃が示されており、月に1度幹部による点検が実施されていたが、元従業員からは、1センチメートルの雑草も許容されず[279]、除草剤を撒くよう指示があったという証言がされている[286]。また、店長の降格処分において同点検の成績不良が原因とする証言もなされている[101]。
  - 本件における太田市の状況がSNSに投稿されると、他の複数の店舗前の様子もGoogle ストリートビューなどの写真とともに投稿される事態となった[258]。
- 8月初旬よりビッグモーターから被害のあった自治体に電話や訪問などで謝罪があったと報じられており[287][288]、東京都では除草剤検出とヒアリングを行うと発表した[289][290]。その当日の午後にビッグモーター側が都庁を訪れ謝罪している[263]。
- 9月15日、街路樹問題で警視庁と神奈川県警察が、ビッグモーター本社に器物損壊の容疑で家宅捜索に入った[291]。
  - 警視庁捜査1課は、9店舗の家宅捜索で草刈り機などを押収し、従業員らから任意で事情を聴いた[292]。
- 9月29日、街路樹問題の原状回復にかかる費用として神奈川県は約784万円を請求[293]。また、10月3日には東京都が約1600万円の負担を命じた[283][294]。
  - 11月6日、愛媛県の2店舗前の街路樹が枯れた問題で国土交通省が土壌の調査で除草剤の成分を検出した[295]。店舗が除草剤の使用を認めたため、土壌や街路樹の原状回復費用として1181万円を請求し、21日にビッグモーター側は全額納付した[296]。
- 2024年1月30日、本社に勤務していた社員の男を、川崎市の店舗前の街路樹のオオムラサキツツジ6本（10万円相当）を伐採したとして神奈川県警が器物損壊の容疑で逮捕した。一連の事件による逮捕者は初めて[297][298]。この社員は事件当時、伐採などを指示する「環境整備推進委員」に本社で唯一就いていたことから、損壊を現場に指示できる強い権限があったとみられる[299]。2月1日、神奈川県警は、この社員と共謀して伐採したとして同容疑で、当時の店長と従業員1人を書類送検した[300]。同月16日、神奈川県警は道路法違反（道路に関する禁止行為）の疑いで、法人としてのビッグモーターを書類送検し、3人を追送検した[301][302]。同月19日、神奈川県警は平塚市の店舗前の歩道のオオムラサキツツジ23本（30万8200円相当）についても無断で引き抜いたとして、元環境整備推進委員の社員を再逮捕した[303]。3月29日、横浜地検は社員と川崎店の当時の店長を器物損壊罪で起訴した。同店の従業員1人については横浜区検が28日に同罪で略式起訴した。道路法違反容疑については、3人と法人としてのビッグモーターをいずれも不起訴とした。平塚四之宮店の器物損壊についても不起訴とした[304]。9月9日、横浜地裁は川崎店の元店長に対し罰金20万円の判決を言い渡した[305]。
- 2024年3月4日、警視庁捜査1課は兼重宏一前副社長や東京都内4店舗の店長ら計13人を器物損壊容疑で書類送検した[306][307]。前副社長について、直接的な指示はなかったものの、店舗清掃状況を確認する「環境整備点検」の強化や人事評価を通じ、街路樹伐採などに影響を与えた可能性があると判断した[307]。また、前副社長は任意の事情聴取に「伐採の指示はしていない」と容疑を否認していたが、伐採前の街路樹を点検した際「不適合」としていたのを伐採後には「適合」と評価を変えたことが捜査で確認された[308]。捜査関係者によると、他に書類送検されたのは、多摩店の当時の店長や従業員ら5人と、環八世田谷店、練馬店、立川店の当時の店長や従業員7人[307]。5月31日、東京区検は多摩店店長を器物損壊罪で略式起訴した。東京地検は兼重元副社長ら12人を不起訴とした[309][310]。
- 2024年3月5日、愛知県警は名古屋中川店、名古屋南店、西尾店の当時の店長を器物損壊容疑で書類送検した。各店舗の前に植えられていた街路樹に除草剤を散布するなどして、2023年8月までに枯死させた疑いが持たれている[311]。名古屋地検は3月22日付で3人を不起訴処分とした[312]。
- 2024年4月8日、山口県警察は店舗前のハクチョウゲ数十本を伐採したとして、宇部店の元店長とアルバイト男性3人を道路法違反と器物損壊容疑で、法人としての同社を道路法違反容疑で書類送検した[313]。10月3日、山口区検は元店長を器物損壊罪で略式起訴した。山口地検はアルバイト男性3人と法人については不起訴処分とした。山口簡裁は元店長について同月10日付で罰金20万円の略式命令を出した[314]。

### 自動車ローン関連の不正・その他の報道
2023年8月7日、ビッグモーター向けのローンで半分近くのシェアを持つジャックスは中古車ローンの受付を停止、取引規模が大きいオリエントコーポレーションは「不正が確認されれば適正に対応する」とした。なお複数の関係者によるとほかの信販会社もビッグモーターとの取引を止めたと報道された。
- 関係者からは現場ではローン審査を通すために顧客の年収や勤続年数の改ざんが横行[316]。また、ローンがある状態で新たにローンを組み車を購入する場合、新ローンに組み込むことのできる旧ローンの残債金は、新しく買う車の代金の2-3割までと信販会社との間で取り決めされているが、残債金を新たに購入する車の代金に上乗せし申請を行っていたと証言されている[317]。
- 顧客に支払期間が長く金利も高いローンを組ませた上で、その後「手数料が減る」（実際にはそのような事はない）として別のローンへの借り換えを提案。このようにして信販会社から奨励金を受け取っていた。また、このような方法を指南する講習会が宏一前副社長の指示により会社として行われていたと報道されている[318]。
- 具体的な事例として、ビッグモーター北本店では現金一括購入を検討していた顧客に対し1年だけローン契約（金利9.9%、120回払いしかないと説明）をすれば21万円分のオプションを無償で付けるとして契約させるが、納車時の契約書では全て有償であった、また信販会社からは金利や毎月の支払額や総支払額、ローンの回数の確認などなく、契約に伴う書面の交付もなかった、という事例が解説されており、また他にも同様の事例が複数ある[319]。
- ビッグモーターが大量に社員を採用して大量に辞めさせるのは、高い車を買わせて120回払いのローンを組ませ、ビッグモーターが扱う任意保険に入らせるためであり(今までに4万人近い退職者がいる)、同年3月末の伊津美哲士常務のコメントでは今年度は600名の採用予定がされていた[320]。

### その他の報道に至った訴訟や問題行為
顧客とのトラブルについては国交省、金融庁、消費者庁が受けた相談だけでも2023年からの過去10年で8,000件以上あり、報道されたものはごく一部である(消費者庁の対応を参照)。また2022年8月には日本中古自動車販売協会連合会から顧客との具体的なトラブル事例と共に「問い合わせ先の明示」「相談に対する真摯な対応」「従業員の法令教育と遵守」が兼重宏行社長宛に要請されているが、2023年7月に再要請され、同年8月になり具体的な対応について回答している。

#### 顧客に対する問題行為・訴訟など
「無事故車のみ販売」と偽り水没車を販売

2019年、ビッグモーター館林店で中古車を購入、後に事故に遭い修理したところ水没した痕跡があることが判明、2021年9月に提訴した。2023年9月、前橋地裁太田支部はビッグモーターが「自社で扱う車は全て無事故車で、大手事業者で信頼性が高いと宣伝していた」などとして、売買契約は無効、約293万円の支払いを命じる判決を言い渡した。
売却後に水没車と言いがかりをつけ買取代金の返還請求

2021年3月ごろ、ビッグモーターにメルセデス・ベンツ社の車を売却、同年10月に水没車と言いがかりをつけられ、買取金額の返還を求め提訴されるが後に取り下げられた件について、慰謝料など約158万円の損害賠償を求める訴えを大阪地裁に起こした。2023年9月に開かれた第一回口頭弁論ではビッグモーター側は請求の棄却を求めていたが、2024年7月に和解が成立、BALMが解決金を支払うと報道された。
廃車にするとして下取りし転売

2022年8月、ビッグモーターにアウディを車検に出したところ2ヶ月後に故障、鳴海店に修理を依頼したところ担当者から廃車にするしかないと言われた上に4時間以上に渡って他の中古車の購入を迫られ、アウディを1万円で下取りに出し軽乗用車を103万円で購入。更には購入した軽乗用車は不具合が多く修理を依頼したものの、不誠実な対応であったため不審に思い陸運局に問い合わせたところ転売が判明。2023年8月、アウディには100万円以上の価値、購入した中古の軽乗用車には25万円ほどの価値しかないとして名古屋地裁に提訴。
ローンの仮審査と偽り本契約、解約後に社員が待ち伏せ2時間に渡り暴言

2021年6月、千葉県内のビッグモーターへ見積もり依頼したところ執拗に買い替えを勧められ根負け、ローンの仮審査と称しながら本契約を結ばされたためすぐに解除しビッグモーターに苦情の電話を入れた。帰宅すると待ち構えていた営業マンから2時間に渡り暴言を受け警察も駆けつける騒ぎとなった。
自社ホームページから顧客情報漏洩

2023年10月30日、2016年11月～23年8月の間に自社ホームページの問い合わせフォームを利用した人の氏名、電話番号がなどの個人情報が漏洩した可能性があると発表した。今年の8月18日に不正アクセスが発覚したという。

#### 社内、従業員への問題行為・訴訟など
残業代未払い及びパワハラ訴訟

岐阜県内の店舗で元店長として働いていた男性が、パワーハラスメントを受けたとして慰謝料と未払いの残業代を求めて岐阜地方裁判所に提訴していたことが、2023年7月25・26日に報道された。この元店長は他の店長も参加するLINEのグループチャットにおいて上司から暴言を受け、その後うつ病を発症、2021年6月に解雇された。また約1800万円の残業代も支払われていないという。労働審判に申し立てたが不調に終わり、2022年8月に訴訟に移行していたが、同年9月に元店長は交通事故で死去したため、現在は両親が訴訟を引き継いでいる。裁判ではビッグモーターのパワハラを認め和解案を示したものの、会社側はパワハラを認めず解決金を支払う意向を示し、原告側も未払いの時間外労働賃金が含まれていないとして双方が受け入れず和解には至っていない。2024年5月23日の裁判で父親は「店の目標金額を達成できないときは会社から自分で償えと言われて車を買った」など証言。一方、店長経験のある社員も証人として出廷し、店の利益が目標を下回っても、店長が不利益を受けることはなかったと証言している。同年8月8日の判決では上司からのLINE発言について、うつ病との因果関係は否定したがパワーハラスメントと認定し慰謝料を命じた。なお、未払いの時間外労働賃金については店の管理監督者だとして請求権を認めなかった。
不当解雇による損害賠償請求

2021年10月、茨城県内のビッグモーターに勤務していた30代の車両整備士が「正当な理由もなく、上司の個人的な感情で解雇された」として損害賠償を求め水戸地裁に提訴。原告は2015年11月、同社と期間の定めのない労働契約を締結。2021年3月、関東ブロックのエリアマネージャーに突然呼ばれ、一方的に「クビ」を告げられる。理由を問うと「勤務態度が悪いとの報告がある」と言うのみ、原告に退職届を書くよう促したが、クビと言われて自分で退職届を書くのはおかしいと考え原告は提出を拒否。当日も業務を続けようとしたが「帰るよう」言われたためやむなく退社、以降出勤しなかった。1審の水戸地裁では不当解雇と認定し請求通り賠償を命じており、東京高裁では即日結審し和解を勧告。2023年10月5日、ビッグモーターが解決金を支払うことで和解が成立。和解文の中に「謝罪」の言葉などを盛り込むよう求めたが叶わず、また、原告を解雇させた上司2人のうち、1人は同じ職に留まり、もう1人は本部の次長職に昇進した。
社内LINEでの暴言

- 社内LINEにおいて店長や工場長から「人並み以下」「ボケカス」「殺すぞ」といったメッセージが休日や勤務時間外にも送られていた[347]。更に副社長からも「教育教育死刑死刑」[348][注釈 25]、社長からは「バカは年を取っても賢くならない！」といった言葉が送られていたと報じられている[350]。
- 社員の妻の顔を同僚がグループLINEに晒して容姿を侮辱したり、会社の飲み会で「流産させる」と発言していたことが明らかとなっている[351]。該当の社員は電話で謝罪したとされるが、反省の色がないと感じた妻は出産を控えながら心療内科に通院することとなり、夫はビッグモーターを退職した[351]。

- 2023年7月26日、国土交通省でのヒアリングの際に和泉社長がメディアの取材に応じ、「100個くらい（のグループライン）が作成されているらしいと聴いた。LINEでの連絡や報告が頻繁に行われ、休みの日でも確認がされていた」「風土改革の一環で、いったん縛るのはやめようと。縛るようなツールは使いたくないのでいったん全部やめることにした」と説明した。過去の違法な指示などの隠蔽を画策する目的ではないかと批判されたが、和泉は「全く違います。隠そうとする意思はありません」「改革の第1弾としてと伝えている、隠蔽をすることは改革でも何でもない」と否定している[352]。なお、この削除のため下請け業者への発注状況なども消滅、公正取引委員会による下請法違反の調査が難航。独立した第三者での対応を求める異例の措置につながった。

(#下請け会社への値下げ強要・公正取引委員会の調査参照)
経営計画書の撤回、回収

社員に配布されていた「経営計画書」の記述には「会社と社長の思想は受け入れないが仕事の能力はある社員については今、すぐ辞めてください」「幹部には目標達成に必要な部下の生殺与奪権を与える」などとした、ハラスメントとも捉えられる過激な記述があったことで、世論の批判を浴びていた。なおこの経営計画書は2023年7月26日までに回収された。
違法な時間外労働

2024年3月1日、社員6人に対して違法な時間外労働をさせたなどとして、厚生労働省東京労働局は法人としてのビッグモーターと、東京都内の店舗に勤める30代の男性工場長を労働基準法違反（違法な時間外労働）の疑いで書類送検した。労働局によると、工場長は2023年2月、労使協定で定めた残業時間の上限を超えて、店舗に勤務する自動車整備士6人に違法な時間外労働をさせた疑いがある。協定では1カ月あたりの残業時間の上限を42時間とし、繁忙期の場合などは「特別条項」で80時間まで認めるとしていたが、最長で月116時間超の残業をさせていたという。
横領、情報漏えい、同僚への暴行で内部処分

2024年4月28日、顧客情報の漏洩や従業員への暴力、セクハラなど社員らの問題行動について少なくとも計14件で懲戒解雇や降格などの処分を行い今月17-26日に処分情報を社内で共有、内部公表していたのがマスコミの取材で判明、報道された。懲戒解雇の3例では今年3-4月にかけて顧客情報を元従業員に漏洩、買取車両の備品を着服しフリマサイトに出品、販売した車両代金200万円超を着服など。降格事例ではボールペンを従業員の耳や指に刺すなどの暴行。他には女性スタッフへの性的発言や女性の体を触るセクハラ、従業員を殴るといった暴力、他社従業員への暴行・脅迫など。ビッグモーターでは取材に対し詳細を明かしていない。
その他にも、工場視察に来た幹部自ら修理車両を蹴り損傷させる、安価なオイル交換を謳い顧客を集め不必要な部品交換を迫る、部品交換を装い新品部品を転売、過酷な労働環境により店舗の新入社員計6人が1ヶ月で全員退職、顧客が希望していたグレードとは異なるクルマを契約させ、その上キャンセル料を請求。などが報道されている。

### その他各種法令・条例の違反疑惑
景観条例違反疑惑
2022年8月頃、愛媛県松山市にある「ビッグモーター衣山店」に併設されている、およそ40m程の高さがある看板付きタワー式立体駐車場に対し、市の景観条例違反の疑いで近隣住民が同店や市に苦情を入れたことが判明した。
市の条例では、「15mを超す高さの看板を立ててはならない」と定められているが、建物であれば高さの上限は51mまでとなるため、それを逃れるために建設したのではないかという疑いがもたれている。
ビッグモーターによると、この立体駐車場は顧客へ納車する前の売約済みの車両を一時的に保管するなどの用途で利用しているものとしており、市へもそのように届け出を提出していた。
しかし、近隣住民からは「使用しているところを見たことがない」という意見が相次ぎ、市の担当者も「建物としての意味をなしていないのであれば、許可取り消しもあるかもしれない」という見解を示している。
その後松山市の職員により実際に駐車場として利用されていることが確認された。
市の基準を超える面積での出店
愛媛県松山市にある「ビッグモーター平井店」で、市の基準を超える巨大な敷地面積で店舗が造られた疑惑が浮上した。
同店の土地は、ビッグモーターと関連会社2社合わせて3社が別々の開発申請を提出し、それを一つの店舗として運営しているのではという疑惑がもたれ、市が調査に乗り出している。
その後松山市からの指導を受けて施設を中古車販売店、整備工場、修理工場の3つに区切る配置変更を行った。さらにその後、2023年10月末をもって平井店を閉店とすることを決めた。

### ビッグモーターによる記者会見・メディア対応
2023年7月24日、保険金不正請求問題について記者会見など利用者への説明を行っていない件ついて「広報部門が存在しないため、今回を機に（メールでの）対応窓口を設置した」「説明責任について今後の対応を検討する」と回答した。
同月25日、ビッグモーターによる記者会見が初めて行われ、代表取締役社長の兼重宏行、後任社長となる予定の専務取締役の和泉伸二、後任副社長となる予定の石橋光国、管理本部長の陣内司の4人が出席した。なお、取締役副社長の兼重宏一は出席しなかった。以下は会見の要旨となる（脚注がない限り兼重宏行による発言）。
- 保険不正請求の事実を認め陳謝し、同月26日付での自身の代表取締役社長の辞任と取締役副社長の兼重宏一の辞任を発表し、両名が今後経営参画しないことを表明した。
- 幹部が不正を認識していたかについては、板金塗装部門単独行為であったとし「天地神明に誓って、知りませんでした」と自身の関与も否定した。
- 自社が修理を行う予定の車を傷をつけて水増し請求を行っていたことに対し、許しがたいことであり刑事告訴を含む厳正な対処を行うとした(会見終了後発言を撤回)。
- ゴルフボールを使って傷をつけていたことに対し、ゴルフを愛する人に対する冒瀆と発言した。
- ノルマ達成のためにプレッシャーをかけていたことを認め、不正の原因と推測した。
- 内部統制やガバナンスの不備を認めた。
- 「元社員」と称する者がYoutube上で告発した点を「変な動画」と表現し悪意のあるメッセージであると不快感を示した。
- 降格人事については悪意はないと正当性を主張した。
- 損保会社の出向者が不正に関与した疑いに関して、その可能性を否定した。
- 副社長の兼重宏一が出席しなかった事に関して、和泉専務は不正に直接関与していないとし、自主的な退任であることを説明した。また、宏一のパワハラ疑惑に関しても、兼重、和泉はともに否定した。
- 店舗周辺に除草剤が散布されているとの疑惑に関して、和泉専務は10年以上前に実施したことがあると一定の事実を認めるも、現在は実施していないとした。

記者会見ではメディアから同社の取材対応について、「不満がたまって殺到するから、電話窓口を設けたほうがいいですよ」などと苦言を呈される一幕もあった。
同年8月5日、ビッグモーターは情報開示体制の不備を受けて広報窓口を開設した。同月7日からは専任の担当者がメディア対応に当たる事となった。

## テレビ番組
- 日経スペシャル ガイアの夜明け（テレビ東京系列）
  - 「追跡！ビッグモーター」（2023年12月22日放送）[374]
  - 「独占！ビッグモーター その後　密着１年半…再建への苦闘」（2025年4月4日放送）[375]